# Іон Алексе
Іон Алексе (рум. Ion Alexe; 25 липня 1946) — румунський боксер. Срібний призер Олімпійських ігор, чемпіон та призер першості Європи з боксу. Шестиразовий чемпіон Румунії у важкій вазі.

## Життєпис
Народився в комуні Корну у повіті Прахова в Румунії.
На літніх Олімпійських іграх 1968 року в Мехіко (Мексика) у змаганнях боксерів-важковаговиків переміг Джона Кокера (Сьєрра-Леоне), а у чвертьфіналі поступився майбутньому олімпійському чемпіонові і чемпіонові світу серед професіоналів Джорджу Форману.
На чемпіонаті Європи 1969 року в Бухаресті (Румунія) у фіналі змагань переміг Кіріла Пандова (Болгарія), виборовши золоту медаль першості Європи.
На чемпіонаті Європи 1971 року в Мадриді (Іспанія) у 1/8 фіналу поступився Петеру Гуссінгу (ФРН).
На літніх Олімпійських іграх 1972 року в Мюнхені (ФРН) у змаганнях боксерів-важковаговиків почергово переміг: Йожефа Редера (Угорщина), Юргена Фанґгенела (НДР) і Гассе Томсена (Швеція). У фіналі поступився майбутньому триразовому олімпійському чемпіонові Теофіло Стівенсону (Куба).
На чемпіонаті Європи 1973 року в Белграді (Югославія) дістався півфіналу, де поступився майбутньому чемпіонові Європи Віктору Ульяничу (СРСР).